# Patrick Dunbar, VII conte di March
Patrick Dunbar, VII conte di Dunbar, rinominato March dopo la sua morte (1213 – Whittingham, 24 agosto 1289), è stato un nobile scozzese.

## Biografia
Era figlio di Patrick Dunbar, VI conte di March ed Eufemia Bruce, e nacque intorno al 1213. Praticamente nulla è noto di lui fino alla morte del padre nel 1248, quando aveva all'incirca trentacinque anni.
Divenne fin da subito molto attivo nella politica del regno di Scozia durante il regno del giovane Alessandro III, schierandosi con la fazione anti-inglese e contro il potente clan Comyn. Nel 1255, con un colpo di Stato favorito da re Enrico III d'Inghilterra, Dunbar e altri nobili riuscirono ad esautorare i Comyn e a formare un consiglio di reggenza, solo per essere a loro volta rovesciati nel 1258.
Nel 1263 combatté alla battaglia di Largs contro re Haakon IV di Norvegia, conducendo poi le trattative che portarono alla pace nel 1266, facendo guadagnare alla Scozia il controllo delle isole Ebridi e dell'isola di Man. Dopo ciò Dunbar parve ritirarsi per circa quindici anni dalla politica scozzese, preferendo occuparsi delle sue terre in Northumberland. Solo nel 1281 comparve come testimone al matrimonio tra re Eirik II di Norvegia e la principessa Margherita di Scozia, per poi partecipare alla riunione del parlamento scozzese del 1284 che decretò la piccola Margherita di Norvegia come erede di Alessandro III.
Tuttavia la Scozia stava velocemente precipitando nella guerra civile, così Dunbar decise di allearsi col clan Bruce e di sostenere la candidatura al trono di Robert Bruce, V Signore di Annandale, giurandogli fedeltà nel cosiddetto Patto di Turnberry del 1286. Dunbar, già anziano, morì tre anni più tardi in una delle sue tenute, e il figlio, Patrick Dunbar, VIII conte di March, scelse di non rinnovare l'alleanza coi Bruce e anzi tentare egli stesso di prendere il potere, in quanto tra i suoi antenati figuravano membri (pur illegittimi) del casato dei Dunkeld.

## Discendenza
Patrick Dunbar si sposò con una certa Cecilia Fitz- o MacJohn, di cui non si conoscono le origini. Da lei ebbe almeno quattro figli:
- Patrick Dunbar, VIII conte di March (1242-1308), suo successore;
- John Dunbar;
- Alexander Dunbar;
- Cecilia Dunbar, prima moglie di James Stewart, V grande intendente di Scozia.

Alcune fonti riportano un suo ulteriore matrimonio con una tale Christina Bruce, appartenente al clan Bruce, ma non sono state trovate prove storiche dell'esistenza di questa donna, forse confusa con individui precedenti o successivi.

## Ascendenza
|                                         |                                       |                                      | Genitori         |  |  | Nonni |  |  | Bisnonni                    |  |  | Trisnonni     |  |
|                                         |                                       |                                      |                  |  |  |       |  |  | Waltheof, IV conte di March |  |  | Gospatric III |  |
|                                         |                                       |                                      |                  |  |  |       |  |  | Waltheof, IV conte di March |  |  | Gospatric III |  |
|                                         |                                       | Deirdre                              |                  |  |  |       |  |  | Waltheof, IV conte di March |  |  |               |  |
| Patrick, V conte di March               |                                       |                                      |                  |  |  |       |  |  | Waltheof, IV conte di March |  |  |               |  |
|                                         |                                       | Aline                                | …                |  |  |       |  |  |                             |  |  |               |  |
|                                         |                                       | Aline                                | …                |  |  |       |  |  |                             |  |  |               |  |
|                                         |                                       | Aline                                | …                |  |  |       |  |  |                             |  |  |               |  |
| Patrick Dunbar, VI conte di March       |                                       | Aline                                |                  |  |  |       |  |  |                             |  |  |               |  |
|                                         |                                       | Guglielmo I di Scozia                | Enrico di Scozia |  |  |       |  |  |                             |  |  |               |  |
|                                         |                                       | Guglielmo I di Scozia                | Enrico di Scozia |  |  |       |  |  |                             |  |  |               |  |
|                                         |                                       | Guglielmo I di Scozia                | Ada de Warenne   |  |  |       |  |  |                             |  |  |               |  |
| Ada di Scozia                           |                                       | Guglielmo I di Scozia                |                  |  |  |       |  |  |                             |  |  |               |  |
|                                         |                                       | amante                               | …                |  |  |       |  |  |                             |  |  |               |  |
|                                         |                                       | amante                               | …                |  |  |       |  |  |                             |  |  |               |  |
|                                         |                                       | amante                               | …                |  |  |       |  |  |                             |  |  |               |  |
| Patrick Dunbar, VII conte di March      |                                       | amante                               |                  |  |  |       |  |  |                             |  |  |               |  |
|                                         | Robert Bruce, II signore di Annandale | Robert Bruce, I signore di Annandale |                  |  |  |       |  |  |                             |  |  |               |  |
|                                         | Robert Bruce, II signore di Annandale | Robert Bruce, I signore di Annandale |                  |  |  |       |  |  |                             |  |  |               |  |
|                                         | Robert Bruce, II signore di Annandale | Agnes                                |                  |  |  |       |  |  |                             |  |  |               |  |
| William Bruce, III signore di Annandale | Robert Bruce, II signore di Annandale |                                      |                  |  |  |       |  |  |                             |  |  |               |  |
|                                         |                                       | Eufemia                              | …                |  |  |       |  |  |                             |  |  |               |  |
|                                         |                                       | Eufemia                              | …                |  |  |       |  |  |                             |  |  |               |  |
|                                         |                                       | Eufemia                              | …                |  |  |       |  |  |                             |  |  |               |  |
| Eufemia Bruce                           |                                       | Eufemia                              |                  |  |  |       |  |  |                             |  |  |               |  |
|                                         |                                       | …                                    | …                |  |  |       |  |  |                             |  |  |               |  |
|                                         |                                       | …                                    | …                |  |  |       |  |  |                             |  |  |               |  |
|                                         |                                       | …                                    | …                |  |  |       |  |  |                             |  |  |               |  |
| Christina                               |                                       | …                                    |                  |  |  |       |  |  |                             |  |  |               |  |
|                                         |                                       | …                                    | …                |  |  |       |  |  |                             |  |  |               |  |
|                                         |                                       | …                                    | …                |  |  |       |  |  |                             |  |  |               |  |
|                                         |                                       | …                                    | …                |  |  |       |  |  |                             |  |  |               |  |
|                                         |                                       | …                                    |                  |  |  |       |  |  |                             |  |  |               |  |